# Cabo Maclear
Cape Maclear o Chembe (Cabo Maclear en español) es una ciudad situada en el Distrito de Mangochi de la Región Sur de Malawi. La ciudad, situada en la Península de Nankumba, es el lugar turístico más frecuentado del Lago Malaui, en cuya orilla sur se asienta. El cabo Maclear está próximo a las islas lacustres de Domwe y de Thumbwe, en el Parque Nacional del Lago Malaui.

## Historia
En 1859, el misionero y explorador David Livingstone encontró el cabo, y lo nombró "Cabo Maclear" en reconocimiento a su amigo Thomas Maclear, Astrónomo de Su Majestad en el Cabo de Buena Esperanza. En octubre de 1875, un grupo de miembros de la Iglesia Libre de Escocia  se instaló en una nueva misión denominada "Livingstonia". Antes de la llegada de los misioneros, el área estuvo controlada por el pueblo musulmán de los Wa Yao. Las tumbas de algunos de los misioneros se hallan en el cabo Maclear, en un paraje situado por encima de la bahía. A pesar de que Cabo Maclear dispone de buenas condiciones para ubicar un puerto, la pobreza del terreno, y la presencia de la mosca tsetsé, obligó a buscar una base más adecuada, y la misión se trasladó a Bandawe, cerca de Chintheche, en 1882.

## Fauna y flora

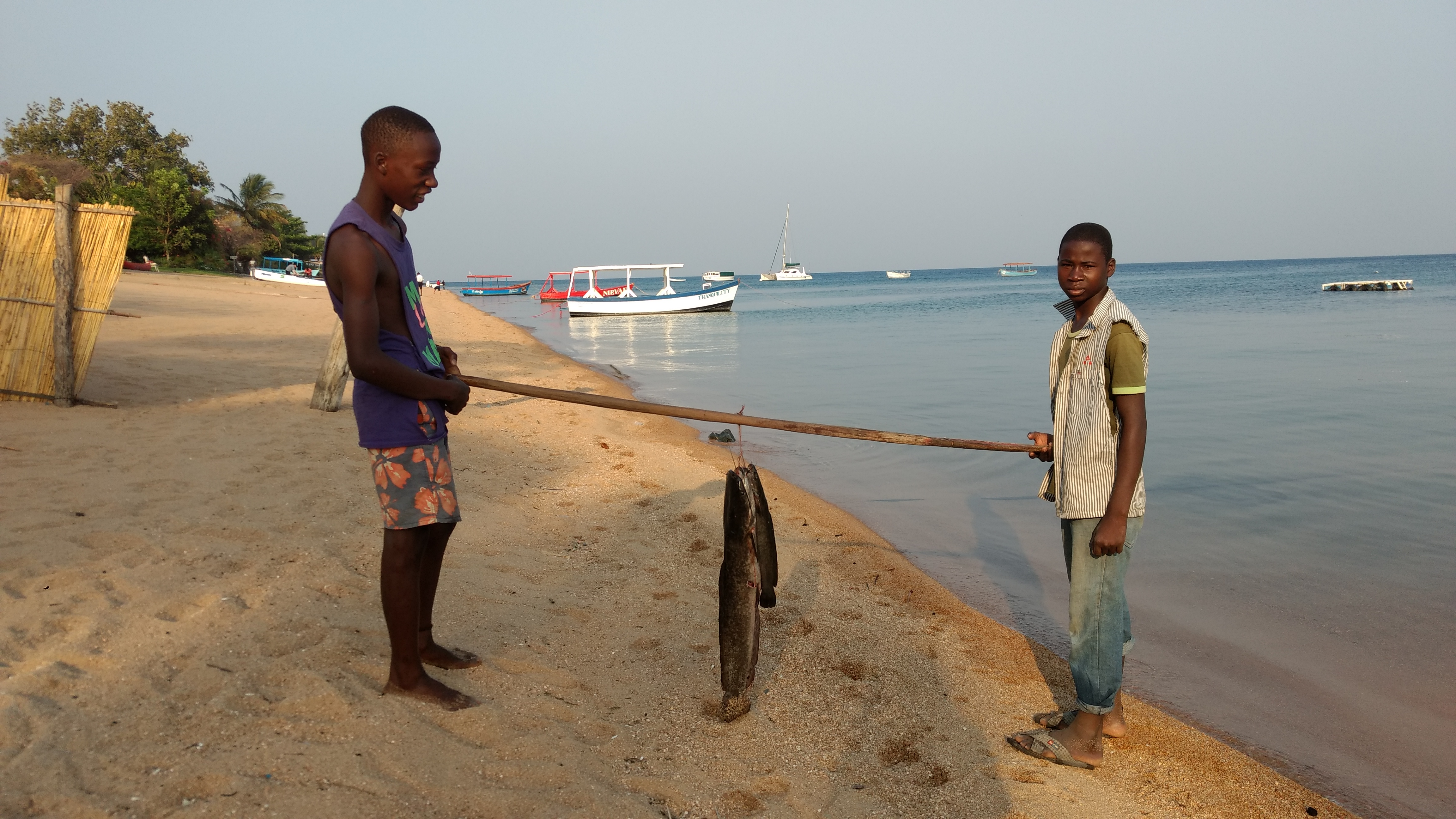
Pescadores en Cape Maclear.

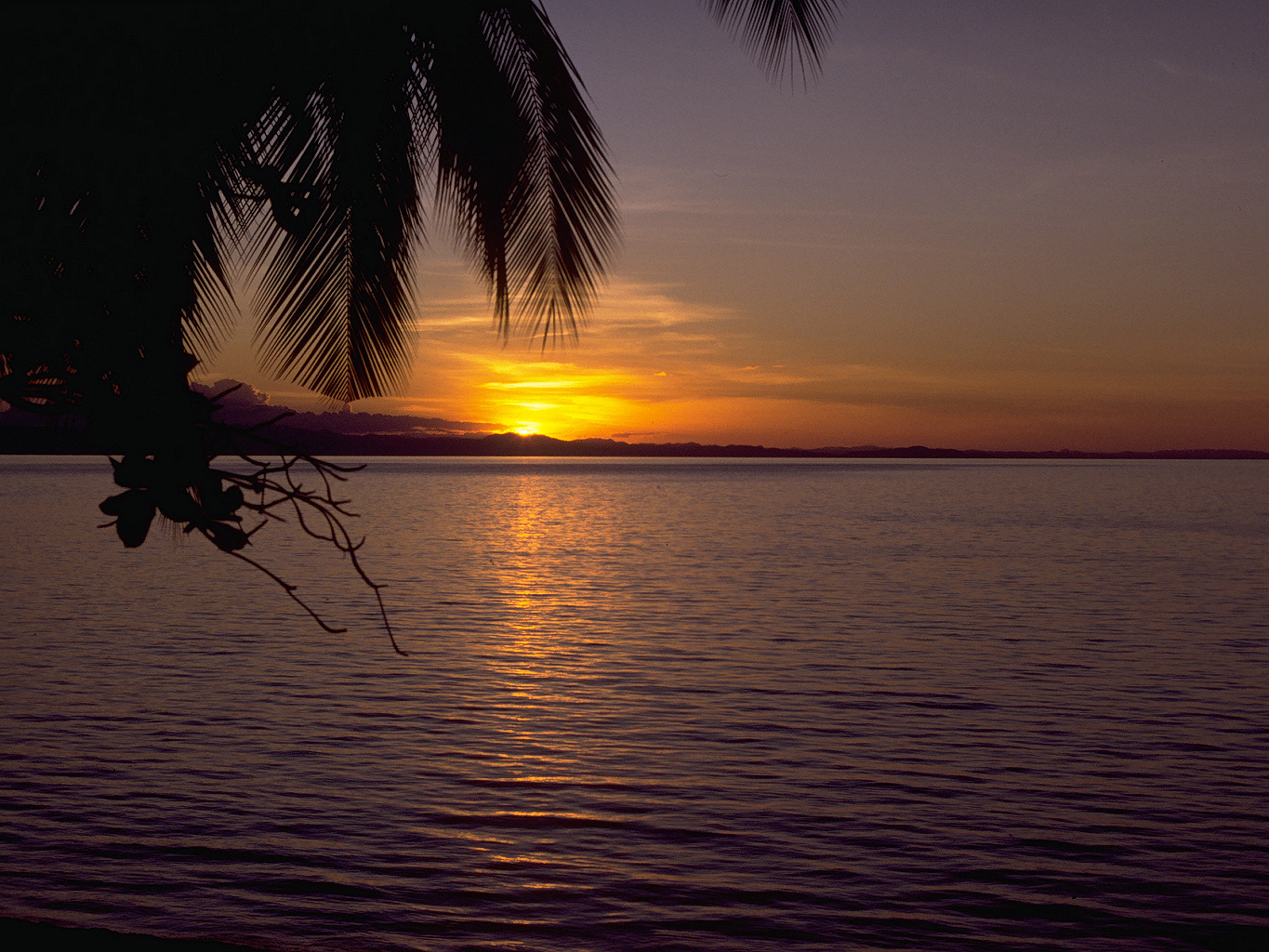
Ocaso sobre el lago Malaui en el cabo Maclear

Cabo Maclear y sus islas, los bosques y la bahía fueron declarados parque nacional en 1980, creándose el parque nacional del Lago Malaui, el primer parque nacional en aguas dulces del mundo. En 1984, el área fue designada Patrimonio Mundial de la UNESCO. Numerosas especies de pájaros abundan en Cabo Maclear, incluyendo martines pescadores, cernícalos de Dickinson, y chotacabras. Incluye un museo sobre la formación del Lago Malaui, y sobre la fauna y la flora en Cabo Maclear. UNESCO ha recomendado la preservación de la biodiversidad del Cabo Maclear.

## Turismo
Cabo Maclear es "un destino turístico principal", siendo el núcleo hotelero más frecuentado junto al lago. El área es muy popular entre los excursionistas. La ciudad dispone de bares, restaurantes, albergues y pensiones. Las actividades ofecidas a los visitantes en Cabo Maclear incluyen buceo a pulmón libre, senderismo, cruceros en barca y buceo con bombonas.  En octubre de 2001, el gobierno de Malaui ofreció a los inversores la posibilidad de financiar la construcción de un nuevo hotel de cuatro estrellas y 150 habitaciones por seis millones de dólares en Cabo Maclear. En junio de 2003, se anunciaron los planes para construir un albergue ecológico en Isla Maleri, cerca de Cabo Maclear. Así mismo, en febrero de 2005, el gobierno malauiano anunció nuevos planes para aumentar el ecoturismo en Cabo Maclear, con instalaciones y alojamientos nuevos. Estos planes por el momento se han demostrado demasiado ambiciosos para la frágil economía del país y su industria turística.

## Transporte
En febrero de 2006, el gobierno de Malawi anunció planes para construir una nueva carretera entre Cabo Maclear y Monkey Bay. La carretera actual es una pista llena de baches, y no hay transporte público regular en Cabo Maclear. El servicio regular de autobuses se extiende solo de Lilongüe a Monkey Bay, donde pueden contratarse minibuses privados para viajar a Cabo Maclear.

## Servicios médicos
Cabo Maclear dispone de una clínica, la Billy Riordan Memorial, fundada en 2004 para el tratamiento de enfermedades como la disentería, la esquistosomiasis y la malaria, pero que no dispensa servicios de diagnóstico o de cirugía. Mags Riordan, quien fundó la clínica, es la madre de un hombre que se ahogó en el Lago Malaui, cerca del cabo Maclear, en 1999. La clínica se mantiene gracias al proyecto denominado Billy Malawi.
La esquistosomiasis es común en Cabo Maclear; la incidencia de la enfermedad en la zona es tres más alta que en el resto del lago.

## Deportes
Cada verano, se organiza una regata de varios días en el lago, disputándose en el recorrido entre Cabo Maclear y Nkhata Bay.

## Servicios esenciales
No existe una red telefónica en la zona. Airtel proporciona servicios de telecomunicación que incluyen Internet 3G.